# Gouvernement Posada
 Castille-et-León
Aznar Lucas I
Le gouvernement Posada est le gouvernement de Castille-et-León entre le 21 septembre 1989 et le 11 juillet 1991, durant la IIe législature des Cortes de Castille-et-León. Il est présidé par Jesús Posada.

## Historique
Investi président de la Junte le 15 septembre 1989, Jesús Posada annonce la composition de son gouvernement le 20 septembre suivant. La nomination des conseillers prend effet le lendemain après publication au bulletin officiel de Castille-et-León (BOCyL),,.

## Composition
| Fonction                                                                              | Titulaire | Titulaire                                                                | Parti |
| ------------------------------------------------------------------------------------- | --------- | ------------------------------------------------------------------------ | ----- |
| Président                                                                             |           | Jesús María Posada Moreno                                                | PP    |
| Premier vice-président Conseiller à l'Économie et aux Finances                        |           | Miguel Pérez Villar                                                      | PP    |
| Deuxième vice-président Conseiller à l'Environnement et à l'Aménagement du territoire |           | José Luis Sagredo de Miguel                                              | CDS   |
| Conseiller à la Présidence et aux Administrations territoriales                       |           | César Huidobro Díez                                                      | PP    |
| Conseiller à l'Équipement                                                             |           | José María Monforte Carrasco                                             | CDS   |
| Conseiller à la Culture et au Bien-être social                                        |           | Francisco Javier León de la Riva                                         | PP    |
| Conseiller à l'Agriculture et à l'Élevage                                             |           | Fernando Zamácola Garrido (jusqu'au 21/06/1991) César Huidobro Díez a.i. | PP    |